# Martinsville (Indiana)
Martinsville è una città degli Stati Uniti d'America, capoluogo della Contea di Morgan, nello Stato dell'Indiana.
La popolazione era di 11 698 abitanti nel censimento del 2000.